# 대한민국 상법 제354조
대한민국 상법 제2조는 주주명부의 폐쇄, 기준에 대한 상법 회사법의 조문이다.

## 조문
제354조 (주주명부의 폐쇄, 기준일)
①회사는 의결권을 행사하거나 배당을 받을 자 기타 주주 또는 질권자로서 권리를 행사할 자를 정하기 위하여 일정한 기간을 정하여 주주명부의 기재변경을 정지하거나 일정한 날에 주주명부에 기재된 주주 또는 질권자를 그 권리를 행사할 주주 또는 질권자로 볼 수 있다.

②제1항의 기간은 3월을 초과하지 못한다.

③제1항의 날은 주주 또는 질권자로서 권리를 행사할 날에 앞선 3월내의 날로 정하여야 한다.

④회사가 제1항의 기간 또는 날을 정한 때에는 그 기간 또는 날의 2주간전에 이를 공고하여야 한다. 그러나 정관으로 그 기간 또는 날을 지정한 때에는 그러하지 아니하다.

第354條 (株主名簿의 閉鎖, 基準日) ① 會社는 議決權을 行使하거나 配當을 받을 者 其他 株主 또는 質權者로서 權利를 行使할 者를 定하기 爲하여 一定한 期間을 定하여 株主名簿의 記載變更을 停止하거나 一定한 날에 株主名簿에 記載된 株主 또는 質權者를 그 權利를 行使할 株主 또는 質權者로 볼 수 있다. <改正 1984.4.10>
②第1項의 期間은 3月을 超過하지 못한다. <改正 1984.4.10>
③第1項의 날은 株主 또는 質權者로서 權利를 行使할 날에 앞선 3月내의 날로 定하여야 한다. <改正 1984.4.10>
④會社가 第1項의 期間 또는 날을 定한 때에는 그 期間 또는 날의 2週間前에 이를 公告하여야 한다. 그러나 定款으로 그 期間 또는 날을 指定한 때에는 그러하지 아니하다.

## 사례
소규모합병에 대한 반대의사표시 권리주주 확정을 위하거나, 존립기간연장에 관한 의안이 부결될 경우 해산에 따른 분배금을 수령할 실질주주를 확정하기 위해 주주명부를 폐쇄한다.

## 같이 보기
- 명의개서미필주주
- 대한민국 상법 제635조 제1항 제20호